# Technopark Stellenbosch

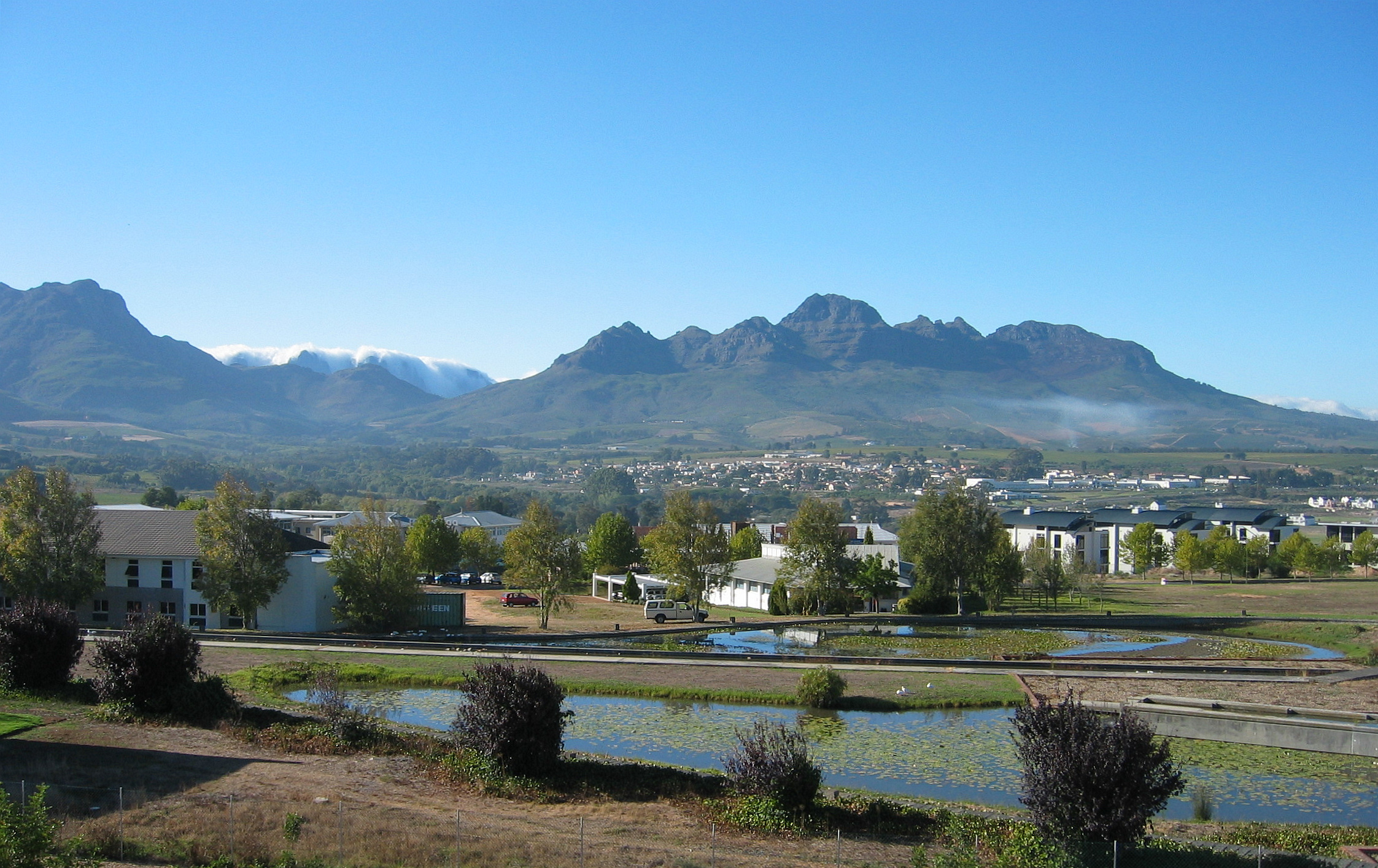
Technopark Stellenbosch

El Technopark Stellenbosch es un parque de empresas enfocado en tecnología, situado en tierras que anteriormente fueron parte de la granja Kleine Zalze, localizado al sur de la ciudad Stellenbosch y adyacente al Club de Golf Stellenbosch. Es sede de numerosas compañías como Remgro, Sistemas de Radar Reutech y SunSpace.
Varias compañías de alta tecnología en Technopark son productos derivados de la investigación y desarrollo emprendida por la Universidad de Stellenbosch.